# Stuntman: Ignition
Stuntman: Ignition es la secuela del videojuego Stuntman  para Xbox 360,  PlayStation 3, PlayStation 2 y Teléfono móvil. El 3 de abril de 2005, se anunció que THQ había adquirido los derechos de la franquicia "Stuntman" de los editores originales Atari y los desarrolladores originales  Reflections Interactive. También se anunció que Paradigm Entertainment ha desarrollado el juego para plataformas de próxima generación. El 19 de marzo de 2006, THQ habló sobre el juego por primera vez a "Xbox 360 Gamer", que también publicó una vista previa exclusiva del juego en el número 16 de la revista. La demostración de Xbox 360 se lanzó en Xbox Live Marketplace el 12 de julio de 2007. 

## Jugabilidad

### Un jugador
El juego incluye seis películas de ficción:
- 'Aftershock'  es una película de desastres en la línea de  Dante's Peak y Volcano . Esta película está ambientada en la actual Columbia Británica. Dirigida por Richard Langston. La trama: Una erupción volcánica ha golpeado la ciudad. Nadie puede quedarse. ¿La pena por quedarse? Un coche en llamas y una inundación de lava.
- 'A Whoopin' and a Hollerin 'II'  es una película de comedia / aventuras que parodia a  The Dukes of Hazzard . Es la secuela de la película homónima del juego anterior Stuntman (videojuego). Esta película está ambientada en la actualidad Tennessee,  EE. UU.. Dirigida por Andy Baxter. La trama: los chicos deben defender su tierra del malvado alguacil. Hanus de Stuntman también hace acto de presencia.
- 'Strike Force Omega'  es una película de suspenso de acción militar en la línea de  The A-Team  y  Megaforce . Está dirigida y protagonizada por un ex doble de acción, Karl Steele, que detalla las hazañas de la fuerza titular contra mercenarios en una base militar en el desierto. Esta película está ambientada en Kirguistán a mediados de la década de 1980.
- 'Overdrive'  es un thriller al estilo de los 70 y un crimen callejero en la línea de  Bullitt  y  Starsky & Hutch  sobre un policía malo que se enfrenta a un capo de la droga despiadado. Está ambientado en la actual San Francisco. La película fue calificada R. Dirigida por Robert Rodina.
- 'Never Kill Me Again'  es una parodia de  Muere otro día , así como de muchas películas de James Bond y está ambientada en la actualidad. Beijing, China. Es la secuela de "Live Twice For Tomorrow" que apareció en el primer juego.
- 'Night Avenger'  es una parodia de The Batman y está filmada en la Chicago actual, que a su vez se utiliza como base para la ciudad ficticia de "Darkdom", al igual que Gotham City de Batman. Dirigida por Howard Rightman. Durante las escenas, los coches de policía de Darkdom, que se muestran a menudo en la película, tienen letras: Policía-GPD, Departamento de Policía de Gotham, en lugar de Policía-DPD, Departamento de Policía de Darkdom. Esta es una toma obvia de los coches de policía en Batman Begins . La trama: Night Avenger tiene que proteger Darkdom de Big Top.

Cada película tiene seis escenas. El objetivo del jugador es completar los objetivos establecidos por el director en cada escena. La forma en que los jugadores completan las tareas se establece de manera diferente a la primera entrega. El jugador básico podrá conducir a través de todos los niveles completando todas las acrobacias del director para avanzar a más niveles. Sin embargo, los jugadores más avanzados intentarán vincular o "encadenar" las acrobacias para aumentar su multiplicador de acrobacias. Para lograr una puntuación alta, el jugador debe encadenar las acrobacias del director con otras maniobras, como acercarse a objetos, derrapar en las esquinas o volar por el aire. Los jugadores son calificados por su desempeño en cada secuencia de acrobacias y luego se les asigna una calificación de estrellas basada en esa puntuación. Los jugadores pueden ganar hasta cinco estrellas si logran "encadenar" una escena completa. Lograr estrellas también agrega esto al 'rango' del jugador, que se usa para ver cuánto ha progresado el jugador en el juego. El rango más alto que puede alcanzar el jugador es 'El más grande'.
Nuevo en la serie "Stuntman" es el sistema de "golpes", que es más indulgente que el sistema de puntuación del doble de acción original. Un cierto número de golpes significa que el director llama automáticamente a que se vuelva a filmar toda la escena. El 'Modo fácil' se puede activar para permitir más golpes (lo que da como resultado que la puntuación final del jugador se reduzca a la mitad) e independientemente de recibir todos los golpes, los jugadores pueden continuar en la escena. Además, al completar ciertas secuencias, el jugador será nominado para una determinada escena en los Taurus World Stunt Awards

### Multijugador
También hay un modo multijugador, que presenta dos tipos de carreras diferentes. La batalla de backlot se centra en realizar tantas acrobacias como sea posible dentro de un número determinado de vueltas, mientras que el modo de carrera de backlot es una carrera más sencilla en la que los jugadores pueden ganar ráfagas de nitro haciendo acrobacias. También hay un modo de pantalla dividida que llega hasta cuatro jugadores.

## Recepción
Las versiones de PlayStation 3 y Xbox 360 recibieron "críticas generalmente favorables", mientras que la versión de PlayStation 2 recibió críticas "promedio", según el videojuego agregador de reseñas Metacritic. le dio a la versión de Xbox 360 una puntuación de uno siete, dos ocho y uno seis, para un total de 29 de 40 .